# Monastère de Béri
Le monastère de Béri (tibétain : བེ་རི་དགོན, Wylie : Be-ri Dgon, THL : bé ri gön) ou monastère Baili (chinois : 白利寺 ; pinyin : Baili si), est un monastère de l'école gelug du bouddhisme tibétain (vajrayana), situé dans le xian de Garzê, préfecture autonome tibétaine de Garzê, province du Sichuan, en République populaire de Chine, datant de l'époque de la dynastie Qing.
Depuis le 7 juillet 1980, il est classé dans les monuments protégés de la province du Sichuan, et depuis le 25 mai 2006, il est classé dans la liste des sites historiques et culturels majeurs protégés au niveau national, pour la province du Sichuan.

## Histoire
Dans les années 1630, le roi (tusi) du Beri est Donyo Dorje (tibétain : དོན་ཡོད་རྡོ་རྗེ, Wylie : Don yod rdo-rje, THL : dön yö dorjé, 顿月多吉, dùnyuè duōjí), un allié du desi du Tsang (dynastie Tsangpa), Karma Tenkyong Wangpo (règne 1620 – 1642). Ce dernier, proche de l'école sharma (bonnets rouges) s'empare de Lhassa, est opposé à l'école gelug du dalaï-lama, envoie une lettre à celui-ci décrivant un projet visant à détruire les monastères de l'école gélug du dalaï-lama. Güshi Khan, khan mongol du Khanat qoshot et allié du dalaï-lama, tue en 1639 Donyo Dorje .
Les maîtres spirituels et bouddhas vivants (tulkou) de ce monastère, sont nommés Gétak Tulkou. Sa 5e génération était Gétak lozang tendzin drakpa tayé, décédé en aoüt 1950.